# Дражемански Велики
Дражемански Велики је мало ненасељено острво у хрватском делу Јадранског мора.
Дражемански Велики се налази југозападно од рта Рат на острву Муртеру. Од рта је удаљен око 1 км. Површина острва износи 0,123 км². Дужина обалске линије је 1,39 км.. Највиши врх на острву је висок 40 метара.